# Травник (Лошки Поток)
Травник (словен. Travnik) је насељено место у општини Лошки Поток, регија Југоисточна Словенија, Словенија.

## Историја
До територијалне реорганизације у Словенији био је у саставу старе општине Рибница.

## Становништво
У попису становништва из 2011. године, Травник је имао 294 становника.
| Број становника према пописима | Број становника према пописима | Број становника према пописима |
| ------------------------------ | ------------------------------ | ------------------------------ |
| 1991                           | 2002                           | 2011                           |
| 336                            | 312                            | 294                            |

Напомена: Године 1953. увећано за насеље Беле Воде које је укинуто.